# Atsushi (ライフスタイルプロデューサー)
Atsushi（あつし、1976年 4月16日 - ）は、フリーランスのPRコンサルタント、ファッション＆ライフスタイルプロデューサー。以前は大上 敦史（おおうえ あつし）として活動していた。血液型はA型。株式会社イデア
に所属。

## 略歴
22歳の時にオーストラリア・シドニーのプラダにて現地採用され、ファッション業界でのキャリアをスタートさせる。25歳でディーゼルにPRとして入社。その後ヘッドハンティングでD&G、ヴェルサーチでは雑誌撮影から広告やイベントに至るまでPR活動全般に携わり、年4回催されるミラノ・コレクションでは日本セクションを担当。PRマネージャーを経て、33歳でフリーランスのPRコンサルタントとして独立する。
ファッション＆ライフスタイルプロデューサーとして数多くのプロデュースアイテムを手掛け、テレビ、ラジオ、イベント、雑誌で幅広く活動している。2010年から集英社「Marisol ONLINE」でレシピ連載を開始し、現在も続いている。2013年8月に初の著書「人生の9割は自信があればうまくいく」を出版。2015年コスメブランド「AO」を立ち上げる。2017年に自身もダイエットで活用しているスープレシピを一冊にまとめたレシピ本「#モデルがこっそり飲んでいる3日で2kgやせる魔法のスープ」を出版。

## 著書
- 「人生の9割は自信があればうまくいく」（KADOKAWA）
- 「#モデルがこっそり飲んでいる3日で2kgやせる魔法のスープ」(宝島社)[6]